# Ballyhack (Wexford)
Ballyhack (en gaèlic irlandès  Baile Each, que prové de Seasmhach "estable", de manera que vol dir "llogaret de l'estable") és una petita vila d'Irlanda, al sud-oest del comtat de Wexford, a la província de Leinster. <es troba a la costa est del port de Waterford, en l'estuari de The Three Sisters.

## Història
La vila conté un castell o casa-torre Hiberno-Normand que probablement pertanyia a l'Orde de Sant Joan de Jerusalem.

## Esports
El club local de l'Associació Atlètica Gaèlica és el St James GAA que habitualment juga en el grau intermedi del Campionat de Wexford. El club de futbol local és el Duncannon FC.